# Баграмян (район Вагаршапата)
Баграмян (вірм. Բաղրամյան) — село в марзі Армавір, на заході Вірменії. Село розташоване за 7 км на північний схід від міста Вагаршапат, за 2 км на схід від села Норакерт, за 4 км на північ від села Птхунк та за 1 км на захід від села Айгек. Село отримало свою назву на честь Маршала Радянського Союзу Ованеса Хачатуровича Баграмяна.